# Splendrillia hayesi
Splendrillia hayesi é uma espécie de gastrópode do gênero Splendrillia, pertencente a família Drilliidae.